# Пель (Мекленбург-Передня Померанія)
Пель (нім. Poel) — громада в Німеччині, розташована в землі Мекленбург-Передня Померанія. Входить до складу району Північно-Західний Мекленбург. Займає територію однойменного острова у Мекленбурзькій бухті Балтійського моря.
Площа — 36,02 км2. Населення становить 2456 ос. (станом на 31 грудня 2020).